# Manu’el Trajtenberg
Manu’el Trajtenberg (hebr.: מנואל טרכטנברג, ang.: Manuel Trajtenberg, ur. 21 września 1950 w Córdobie) – izraelski ekonomista i polityk, w latach 2015–2017 poseł do Knesetu.

## Życiorys
Urodził się 21 września 1950 w argentyńskiej Córdobie.
W 1969 wyemigrował do Izraela. Obowiązkową służbę wojskową zakończył w stopniu szeregowca. Ukończył ekonomię na Uniwersytecie Hebrajskim w Jerozolimie (BA) i MA, a następnie kontynuował studia na Uniwersytecie Harvarda w Cambridge (Massachusetts), gdzie w 1984 uzyskał doktorat (PhD).
Od 1983 pracował jako profesor ekonomii na Uniwersytecie Telawiwskim. W latach 2006–2009 był przewodniczącym Krajowej Rady Gospodarczej w biurze premiera Ehuda Olmerta. W latach 2009–2014 przewodniczył komisji planowania i budżetu oraz radzie ds. szkolnictwa wyższego.
W 2015 dołączył do lewicowej Unii Syjonistycznej, koalicji Partii Pracy i Ruchu, gdzie w razie zwycięstwa w wyborach parlamentarnych typowany był na ministra finansów. W przeprowadzonych w marcu wyborach zwyciężyła jednak prawica. Trajtenberg dostał się do parlamentu i w dwudziestym Knesecie zasiadał w parlamentarnych komisjach nauki i technologii; edukacji, kultury i sportu; finansów oraz komisji wspólnej ds. budżetu obronnego oraz komisji specjalnej ds. reformy służby publicznej. Ponadto przewodniczył trzem parlamentarnym lobby i zasiadał w 12 innych oraz przewodniczył dwóm grupom parlamentarnym: izraelsko-peruwiańskiej i izraelsko-cypryjskiej. 3 października 2017 zrezygnował z zasiadania w parlamencie a mandat objął po nim Salih Sad.
Po zakończeniu działalności politycznej pracował jako profesor emeritus Uniwersytetu Telawiwskiego, wykładał również na Technionie w Hajfie.

## Życie prywatne
Żonaty z urodzoną w Kanadzie Nadine Baudot-Trajtenberg, ekonomistką, absolwentką Harvardu, w 2014 zatrudnioną w Banku Izraela. Poza hebrajskim posługuje się angielskim i hiszpańskim.

## Publikacje
Jest autorem artykułów naukowych i rozdziałów książek w językach hebrajskim i angielskim. Należy do redakcji czasopism naukowych: Economics of Innovation and New Technology, The International Journal of Industrial Organization i The Rand Journal of Economics.
Jest także autorem wierszy pisanych w języku hebrajskim.

### Publikacje książkowe
- Economic Analysis of Product Innovation – The Case of CT Scanners, Cambridge (Massachusetts), 1990[8]
- Patents, Citations and Innovations: A Window on the Knowledge Economy, Cambridge (Massachusetts), 2002, współautor: Adam B. Jaffe[8]

Pierwsza z jego publikacji została wyróżniona branżowymi nagrodami.